# Catacomb Hill
Der Catacomb Hill ist ein markanter, 1430 m hoher Felsgipfel, der aus einem Gebirgskamm östlich des Kopfendes des Blue Glacier in den Denton Hills des ostantarktischen Viktorialands aufragt.
Die neuseeländische Mannschaft, die bei der Commonwealth Trans-Antarctic Expedition (1955–1958) den Blue Glacier erkundete, errichtete im Dezember 1957 auf diesem Gipfel eine Landvermessungsstation. Teilnehmer dieser Mannschaft benannten ihn deskriptiv in Anlehnung an die eindrucksvollen, an Katakomben erinnernden Verwitterungshohlräume im Granit des Gipfels.